# Ивановщина (Кировская область)
Ивановщина — деревня в Юрьянском районе Кировской области России. Административный центр Ивановского сельского поселения.

## География
Деревня Ивановщина находится в 3 км юго-восточнее районного центра — посёлка Юрья.

## История
Деревня Ивановщина основана в XIX веке.
В 1859 году в 71 версте от уездного города образовался Ивановской починок, состоящих из трёх дворов. В них проживало 14 человек мужского пола и 7 женского. C 1862—1863 это уже деревня Ивановщина, состоящая из 22 дворов, в которых проживало 95 человек мужского пола и 100 человек женского. 

## Население
| 2010 |
| ---- |
| 262  |

## Инфраструктура
В деревне имеются Ивановский сельский Дом культуры, библиотека, магазин.
Улицы деревни: Ивановская, Колхозная, Комсомольская, Луговая, Мира, Советская, Труда, Лесная.